# マーティン・バシール

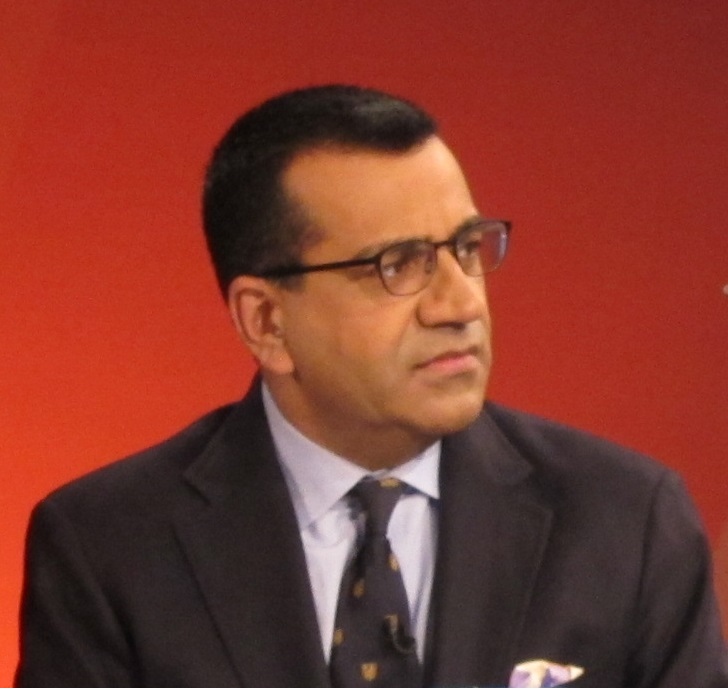
マーティン・バシール

マーティン・バシール（Martin Bashir、1963年1月19日 - ）は、パキスタン系のイギリスのジャーナリストである。ロンドンに生まれる。1986年からジャーナリストの仕事を開始する。

## ダイアナ妃とのインタビュー
1995年、ダイアナ妃の単独インタビューに成功。インタビューはBBCの番組｢パノラマ」で放映され、2280万人の視聴者を驚愕させた。当時のBBC理事は相当な王室寄りのスタンスを取っていたため、番組プロデューサーたちは極秘を貫き、いきなり放送したものであった。インタビューの反響は大きく、全世界の新聞やテレビがこの話題を取り上げた。ダイアナ妃の自傷癖や自殺未遂、拒食・過食、さらにはチャールズ3世（当時皇太子）の愛人と噂されていたカミラ・パーカー・ボウルズの存在が彼女の口から語られた。また、ダイアナ妃に対し「不倫をしましたか？」と聞き、結果「浮気をしていた」という発言を聞き出した。番組放映後、彼女は離婚、1997年には交通事故で亡くなってしまう。

## 「マイケルジャクソンの真実」
バシールはマイケルの友人であるユリ・ゲラーに電話し、仲介を取り自分をマイケル・ジャクソンに紹介して貰い、マイケルに番組の収益は慈善事業に寄付すると持ちかけ、また、かつて取材したダイアナ妃の実績も取り上げることでマイケルの歓心をかうことに成功。8ヶ月間の長期に渡り、マイケルを無償で出演させ、密着取材を行った。バシールはユリ・ゲラーにマイケルを紹介した謝礼として20万＄を支払ったとされている。
2003年に放送。インタビュー内容はマイケルに「整形の回数」「父親との確執」、「肌の色」「1993年の疑惑」「少年、子供と一緒に寝ること」について執拗に質問を繰り返し、子供の頃、父親から受けた体罰を聞かれたマイケルが「何でそんな事を聞くんだよ」と泣き出してしまう場面も有った。マイケルはバシールの多くの質問に実直に答えているがバシールの質問は辛辣さを増して行く。
マイケルを取材中はマイケルやネバーランドの在り方を賞賛し、マイケルに理解を示し、共鳴する姿勢を見せていたが、放映された番組内ではマイケルを批判する自らのナレーションを多用し、インタビューの脈絡を無視し、編集していた事がマイケル・ジャクソン裁判で露見した。
この番組は全世界で反響を巻き起こし、マイケル・ジャクソンは番組で映っていた少年に対する性的虐待疑惑で裁判にかけられてしまった。
また、当時のフジテレビ系コントバラエティ番組ワンナイR&Rでパロディが行われた。

### 反証
「マイケルジャクソンの真実」の反証番組として、マイケルが常時撮影しているプライベートカメラでバシールとのインタビューの様子を番組側と同時に撮影していたフィルムを使用した「The Michael Jackson Interview: The Footage You Were Never Meant To See」(邦題 裏切られたマイケル・ジャクソン)をFOXが製作し放映した。バシールはこれに対し、マイケル側のプライベートカメラで写されていたことを知らなかった、隠し撮りだと非難し、マイケルを提訴した。しかし、マイケルがカメラを回すよう自分のスタッフに指示している目の前にバシールは座っており、「僕の出演料を貰うよ」などと冗談を言っている姿が残されている。
後のマイケル・ジャクソン裁判で、弁護側の証拠として提出された「take2」と呼ばれるマイケル・ジャクソンの真実のカットシーンには、ダイアナ妃の取材に成功したことで自分が有名になり裕福になったことなどをマイケルに延々と自慢しているバシールの姿が残されており、自己顕示欲の強さを伺わせている。
マイケル・ジャクソン裁判に検察側証人として自ら出廷するが、「報道の自由」を理由に多くを語らなかった。マイケル・ジャクソン裁判の際、ニューヨーク・タイムズはバシールを「同情の仮面を被りながら、平気で私利私欲に走った」と記した。この裁判でマイケルは無罪となったが、受けたダメージは計り知れないと言われている。このように、バシールは真実を探るのではなく、自分の番組を売り込むために強引な手段に出たり、狡猾な方法を用い、偏った編集をし、扇情的に騒ぎ立てるため、本国イギリスの放送管理委員会より制裁処置を受けている。また、訴えられたりすることが少なくない。
2005年、バシールのドキュメンタリーを放送した米・ABCと契約を結び、ニュース番組「ナイトライン（Nightline）」でアンカーを務めることになる。2009年のマイケル死去の際には追悼番組の司会を務め、視聴者から顰蹙を買った。

## サラ・ペイリンに対するコメント
2013年11月15日にバシールがMSNBCの司会を務める番組で彼は、元アラスカ州知事で元副大統領候補のサラ・ペイリンがアイオワ州で行われたティーパーティー運動の会議で、連邦政府の国家債務にうんざりして、人種差別主義では無い事を前提に連邦政府の国家債務と不正義な奴隷制度を比較した事を攻撃し、ペイリンを「アメリカ在住の馬鹿」、「世界トップクラスの馬鹿」と発言し、さらに18世紀のジャマイカの奴隷所有の農園経営者トーマス・シスルウッドの日記での奴隷の口に排尿をする奴隷の罰を引用し、「ペイリンが尿や糞など排泄物を口にする事で、奴隷の侮辱に対する罰をペイリンが受け取らなければならない」などと問題発言をした。後ですぐにバシールはMSNBCの自身の番組の中でペイリンに対して謝罪をしたが、ペイリンはバシールのこの問題発言に激怒し、アラスカの自宅で予定されていた、NBCの特派員とのインタビュー番組の出演をキャンセルした。
翌月になりMSNBCは番組の打ち切りを発表した。